# Obory (powiat chełmiński)
Obory – wieś w Polsce położona w województwie kujawsko-pomorskim, w powiecie chełmińskim, w gminie Stolno.
Nazwa wsi wywodzić się ma od cechy charakterystycznej tejże miejscowości, którymi miały być właśnie obory.
W 1966 r. powierzchnia wsi wynosiła 5,4 km².

## Podział administracyjny
W latach 1975–1998 miejscowość należała administracyjnie do województwa toruńskiego.

## Demografia
W 1868 roku we wsi, mieszkało 165 mieszkańców (147 katolików i 18 ewangelików) w 7 domach.
Według danych Prezydium Powiatowej Rady Narodowej w Chełmnie oraz Powiatowego Inspektoratu Statystycznego w Chełmnie (31 XII 1966 r.) sołectwo Obory było zamieszkiwane przez 246 mieszkańców. Czyniło ją wtedy piątą największą wsią w gromadzie Robakowo.
Według Narodowego Spisu Powszechnego (III 2011 r.) wieś liczyła 137 mieszkańców. Jest dwunastą co do wielkości miejscowością gminy Stolno.

## Historia

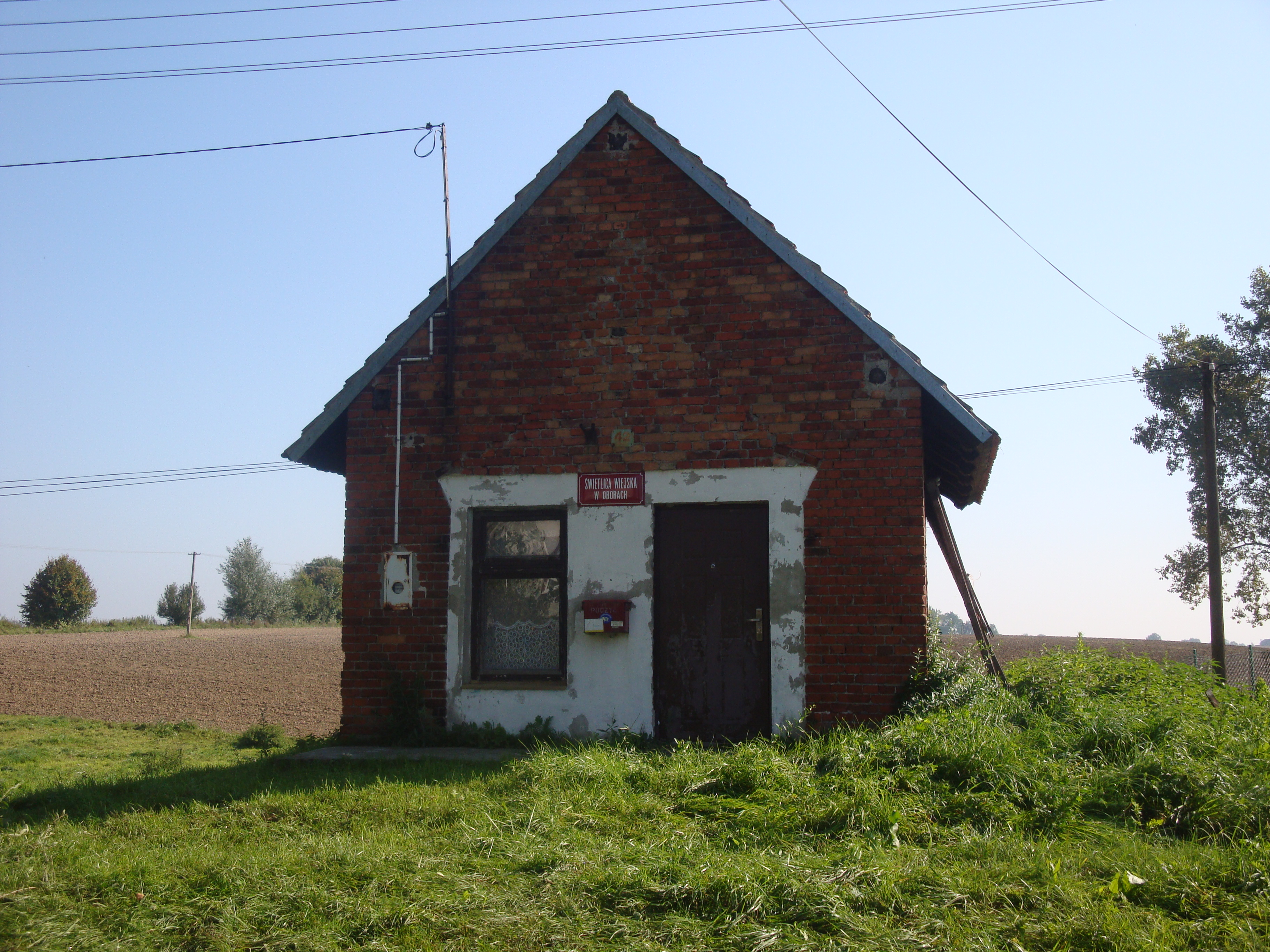
Stara świetlica wiejska

W 1667 roku wieś należała do rodziny Oborskich. 
Po pewnym czasie zmienili się właściciele wsi. W 1706 wzmiankowanym właścicielem wsi jest Dulski, który płacił 1 korzec żyta i owsa. Tyle samo miał płacić, nieznany z imienia, drugi właściciel.
W 1856 r. właścicielem Obór był Trembecki. W XIX w. były to dobra rycerskie, a obszar wsi wynosił 667,82 ha ziemi i 13,89 ha wody. W tym samym wieku potwierdzone jest istnienie szkoły katolickiej.
W 1907 r. pruska Komisja Kolonizacyjna dokonała parcelacji obszaru dworskiego. Z podzielonego obszaru utworzono 31 nowych gospodarstw.  
W 1964 r. oddana do użytku została, rozbudowana szkoła podstawowa. Dokonano tego w „czynie społecznym”, który wynikać miał z wciąż rosnącego zapotrzebowania na budynki szkolne, którym nie mogły sprostać inwestycje państwowe oraz SFBSiI.

## Obiekty zabytkowe
W Oborach jednym z obiektów zabytkowych jest stara kuźnia, która prawdopodobnie powstała około 1777 roku. Aktualnie pełni ona funkcję świetlicy wiejskiej.
We wsi znajduje się barokowa figurka św. Rocha, która stoi, na postumencie z 1949, przy skrzyżowaniu dróg.

## Osoba związana z wsią
Mieczysław Łyskowski (Koschembahr-Łyskowski) (ur. 15 października 1825 r. w Oborach, zm. 18 stycznia 1894 r. w Poznaniu) – sędzia, działacz społeczny, bankier, poseł na sejm pruski z okręgu brodnickiego (1858–1864), usunięty ze względu na kontakty z organizacjami powstańczymi. Uczestnik powstania wielkopolskiego oraz styczniowego. Współinicjator założenia Przyjaciela Ludu (1861), w latach działalności poselskiej zakładał Towarzystwa Pożyczkowe dla Przemysłowców w Brodnicy i Golubiu. W 1866 był współzałożycielem Banku Kredytowego w Toruniu, a rok później zaczął finansować Gazetę Toruńską. W latach 1870–1894 dyrektor poznańskiego Banku Rolno-Przemysłowego Kwilecki, Potocki i Spółka. Współtwórca, a w latach 1880-1885 prezes, Towarzystwa Czytelni Ludowych. Był również współzałożycielem: Związku Spółek Zarobkowych (1871) i Banku Ziemskiego (1888).